# Henry Agar-Ellis, II visconte Clifden
Henry Welbore Agar-Ellis, II visconte Clifden (Gowran, 22 gennaio 1761 – Londra, 13 luglio 1836), è stato un politico irlandese.

## Biografia
Nato Henry Welbore Agar, era il figlio maggiore di James Agar, I visconte Clifden, e di sua moglie, Lucia Martin, la figlia del colonnello John Martin, di Dublino. Era il nipote di Charles Agar, I conte di Normanton.

## Carriera politica
Agar è stato membro della Camera dei comuni irlandese sia per Gowran e della Contea di Kilkenny nel 1783, ma scelse di sedersi quest'ultimo, un seggio che ha ricoperto fino al 1789, quando successe al padre nella viscontado irlandese, ed è entrato nella Camera dei lord d'Irlanda. Era stato nominato Direttore del Consiglio privato irlandese (1785-1817). Nel 1793 è stato eletto alla Camera dei comuni britannica come uno dei due rappresentanti per Heytesbury.
Successe al prozio, Lord Mendip, come barone Mendip nel 1802. Questo era un titolo nobiliare inglese che lo ha costretto a dimettersi dalla Camera dei Comuni e inserirsi nella Camera dei lord. Due anni dopo ha assunse il cognome Agar-Ellis.

## Matrimonio
Sposò, il 10 marzo 1792, Lady Caroline Spencer (27 ottobre 1763-23 novembre 1813), figlia di George Spencer, IV duca di Marlborough. Ebbero due figli:
- Caroline Ann Agar-Robartes (?-1814)
- George Agar-Ellis, I barone Dover (1797-1833)

## Morte
Lady Clifden morì a Blenheim Palace, nel novembre 1813. Lord Clifden rimase vedovo fino alla sua morte a Londra, il 13 luglio 1836, all'età di 75 anni.